# Нитмилук

Карта парка

Нитмилук (англ. Nitmiluk National Park) — национальный парк в Северной территории Австралии.

## Описание
Парк под названием «Катерайн-Гордж» (рус. Горный хребет Катерайн) был образован в 1989 году. Позднее название было изменено на нынешнее — Нитмилук. Помимо государственной управляющей организации, Комиссии парков и дикой природы Северной Территории, полноценными смотрителями и хранителями парка являются коренные аборигены, издавна проживающие здесь, — джавойны. В переводе с их языка Нитмилук означает «место, где цикады видят сны».
Площадь парка составляет 2946,64 км². Ближайший город, откуда организовываются все посещения парка, — Катерайн (около 6300 жителей), расположенный в 15 километрах к юго-западу от границ парка. На территории самого парка населённых пунктов нет, за исключением маленького посёлка на крайнем юго-западе парка: там расположен информационно-туристический центр, несколько вспомогательных строений и автостоянка.
С севера Нитмилук вплотную граничит с национальным парком «Какаду».

## Фауна
Наиболее примечательные животные парка: австралийский узкорылый крокодил (не представляет угрозы для людей), гребнистый крокодил (только в сезон дождей, с ноября по март, представляет угрозу для людей, поэтому в этот период купание в реках парка запрещено); птицы видов скопа, траурный какаду Бэнкса, краснокрылый попугай, большая беседковая птица, гульдова амадина, Stomiopera unicolor.

## Достопримечательности
- Горный хребет Катерайн — «сердце» парка. Делится на 13 более мелких хребтов.
- Река Катерайн[англ.]
- Река Эдит
  - Водопад Эдит[англ.], высотой 8,7—12 метров[1][2]
- Тропа Джатбула[3]

## Галерея

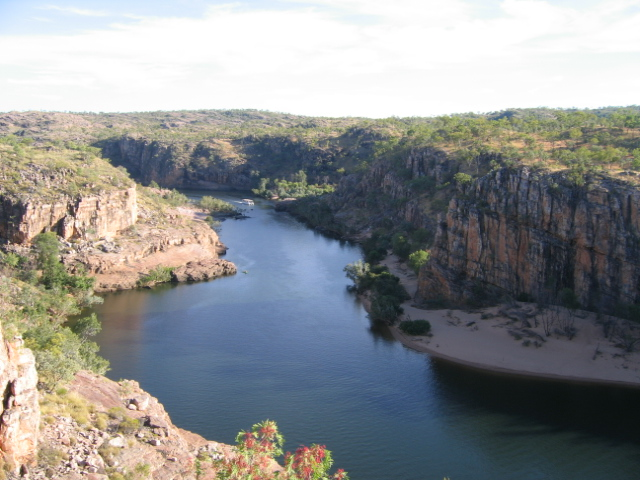
Хребет Катерайн
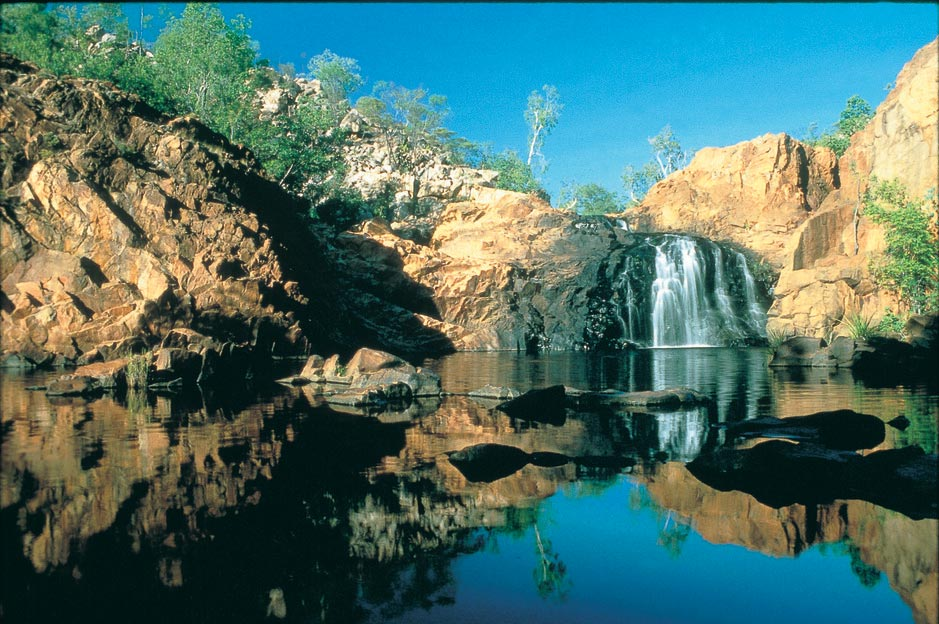
Водопад Эдит[англ.]
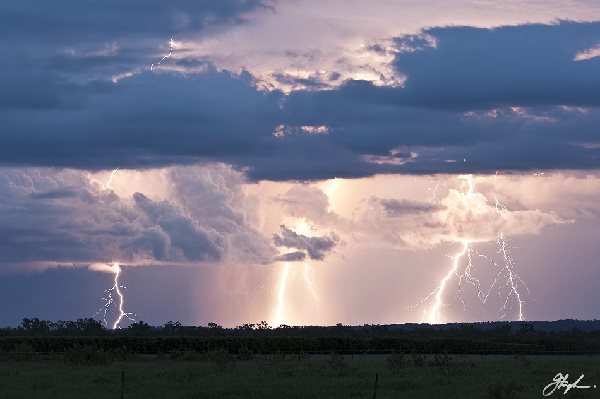
Гроза над парком
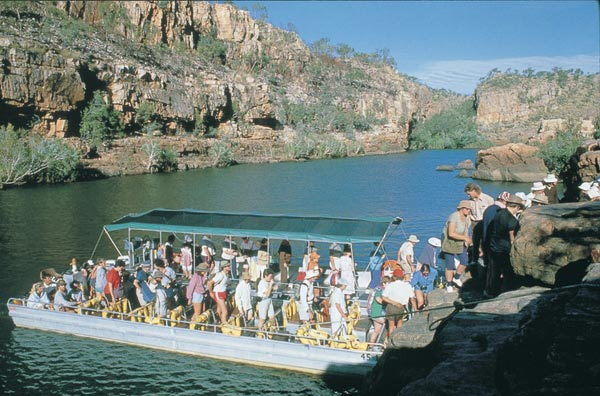
Парк является популярной туристической достопримеча-тельностью